# Albert Ier de Chiny
Pour les articles homonymes, voir Albert Ier.
Albert Ier de Chiny, mort un 22 septembre avant 1162, fut comte de Chiny. Il était fils d'Otton II, comte de Chiny, et d'Adélaïs de Namur.

## Biographie
Il succéda à son père avant 1131 et passa la plus grande partie de son temps à Chiny, ne prenant pas part aux différents conflits qui agitaient la région.

## Mariage et enfants
Il avait épousé Agnès, fille de Renaud Ier, comte de Bar et de Gisèle de Vaudémont, qui donna naissance à :
- Louis III († 1189), comte de Chiny ;
- Thierry, seigneur de Mellier ;
- Arnoul, évêque de Verdun de 1171 à 1181 ;
- Hugues, cité en 1173, et mort quelques années plus tard ;
- Alix, mariée à Manassès de Hierges, et mère d'Albert II de Hierges, évêque de Verdun ;
- Ide, mariée à Gobert V, seigneur d'Apremont ;
- une fille, mère de Roger de Walehem ;
- une fille abbesse de Juvigny.

## Source
- Christian Settipani, La Préhistoire des Capétiens (Nouvelle Histoire généalogique de l'auguste maison de France, vol. 1), Villeneuve-d'Ascq, éd. Patrick van Kerrebrouck, 1993, 545 p. (ISBN 978-2-95015-093-6).